# Тактикон Успенского
Тактикон Успенского — условное название греческого списка гражданских, военных и церковных должностей Византийской империи и порядка их старшинства при императорском дворе середины IX в. Николай Икономидис датировал документ 842/843 гг., что сделало его первым из серии сохранившихся с IX и X вв. подобных документов (тактик). Документ назван в честь русского византиниста Федора Успенского, обнаружившего его в конце XIX века в рукописи XII/XIII вв. (кодекс Hierosolymitanus gr. 39) в библиотеке Иерусалимской православной церкви, которая также содержала часть из более позднего Клиторология Филофея.

## Издания
- Русское издание Ф. Успенского: Византийская табель о рангах [Byzantine table of ranks]. Известия Русского Археологического Института в Константинополе. 3: 98–137. 1898.
- French edition, by N. Oikonomides: Les listes de préséance byzantines des IXe et Xe siècles. — Paris, 1972. — P. 47–63.